# Olivia Umurerwa Rutazibwa
Olivia Umurerwa Rutazibwa (1979 -) est une journaliste, docteure en science politique et enseignante-chercheuse belgo-rwandaise. 

## Biographie

### Cursus académique
Elle est maîtresse de conférences à l'université de Portsmouth au département des études de développement européen et international. Elle travaille ensuite comme chargée de recherche senior au Johannesburg Institute for Advanced Study.  En 2021, elle intègre le département de sociologie de la London School of Economics où elle est engagée comme professeur assistante endroits humains et politique.

### Journalisme
Ressortissante belge, Olivia Rutazibwa fut journaliste à plein temps au sein du magazine MO* pendant quelques années durant lesquelles elle a publié des articles concernant l'Afrique subsaharienne, l'Union européenne, le racisme, le pluralisme et la diversité en Occident. Elle y rédige toujours une chronique mensuelle en néerlandais ainsi qu'en anglais.

## Principaux thèmes de recherche
Olivia Umurerwa Rutazibwa axe ses recherches sur la déconstruction de la pensée occidentale concernant la solidarité internationale et sur les stratégies anti-coloniales à employer dans les politiques d'aide au développement, dont elle prône en 2020 la disparition. 
Son approche intersectionnelle repose en partie sur des textes de droit et de philosophie qui nourrissent une réflexion sur la dignité humaine et le rétablissement de l'autonomie des anciennes colonies. Elle cite en exemple et met en parallèle le rétablissement de l'autonomie au Somaliland, le fonds de développement AGACIRO au Rwanda et les mouvements Black Power aux États-Unis.
En novembre 2017 elle participe aux Ateliers de la pensée à Dakar où elle introduit la notion de "décolonialité", qui consiste à « désilencer un tas de connaissances » et s'intéresse aux mécanismes de persistance des pensées coloniales dans notre société post-coloniale.

## Ouvrages
- (en) Sara de Jong, Rosalba Icaza, Olivia U. Rutazibwa, Decolonization and Feminisms in Global Teaching and Learning (Teaching with Gender), Routledge, 13 août 2018, 238 p. (ISBN 978-0-8153-5594-6)
- (en) Olivia U. Rutazibwa et Robbie Shilliam, Routledge Handbook of Postcolonial Politics, Routledge, 21 février 2018, 484 p.
- (nl-BE) Olivia U. Rutazibwa, Het einde van de witte wereld : Een dekoloniaal manifest, Epo, 30 novembre 2017, 160 p. (ISBN 978-94-6267-115-7)